# Astrocaryum ulei
Espèce
Astrocaryum ulei est une espèce de palmiers à feuilles pennées.